# Dambeck
Dambeck es un municipio situado en el distrito de Ludwigslust-Parchim, en el estado federado de Mecklemburgo-Pomerania Occidental (Alemania), a una altura de 37 metros. Su población a finales de 2016 era de 261 habs. y su densidad poblacional, 15 hab/km².